# Alsbach-Hähnlein
Alsbach-Hähnlein è un comune tedesco di 9 178 abitanti,, situato nel Land dell'Assia.